# Cantó de Lo Pòrt d'Arle
El cantó de Lo Pòrt d'Arle és un cantó francès del departament de les Boques del Roine, situat al districte d'Arle. Compta amb el municipi de lo Pòrt d'Arle.

## Municipis
- lo Pòrt d'Arle

| Data d'elecció                           | Identitat            | Partit        | Qualitat |
| ---------------------------------------- | -------------------- | ------------- | -------- |
| 1967-1973                                | Vincent Porelli      | PCF           |          |
| 1973-1992                                | Mireille Freichinier | PCF           |          |
| 1992-2004                                | Philippe Caizergues  | Divers droite |          |
| 2004-                                    | Jean-Marc Charrier   | PCF           |          |
| les dades anteriors no són pas conegudes |                      |               |          |